# Rinpoche
Rinpoche (en tibetano, རིན་པོ་ཆེ་ /rin'potʃe/, «el de gran valor») es un título honorífico usado en el budismo tibetano como una forma de mostrar respeto al dirigirse a aquellos reconocidos como tulkus (la reencarnación de un maestro prominente). Se usa detrás del nombre del maestro. Se distingue de lama, otro epíteto usado como forma de respeto que equivale a «maestro».
Según el budismo tibetano, los tulkus toman la decisión de renacer intencionalmente en el  Saṃsāra para beneficiar a otros seres sintientes en su camino a la iluminación (dharma). En dadas ocasiones este título también se dedica a maestros que en un primer momento no se reconocieron como «lama reencarnado» de jóvenes pero que posteriormente presentaron cualidades extraordinarias en su experiencia.
Los tibetanos denominan alternativamente Gyalwa Rinpoche al dalái lama, referente a su nominación de Gyatso ('océano'). En el Tíbet y en Bután, al maestro Padmasambhava se le llama Gurú Rinpoche o Lopon Rinpoche, quien fue el primero en llevar el budismo a los Himalayas. Cuando se utiliza como Je Rinpoche se refiere a Je Tsongkhapa, el fundador de la escuela Gelug.

## Terminología
El término proviene del idioma tibetano, རིན rin («valor», «precio») y པོ་ ཆེ poche (sufijo enfatizador o intensificadar; «gran clase de»). Su pronunciación en tibetano antiguo es /*rin.po.t͡ɕʰe/ y en el moderno tibetano de Lhasa /ʐim˩˧.pu˥˥.t͡ɕʰiˑ, (–t͡ɕʰeˑ)/). En algunas fuentes también se usan los nombres Rimboche o Rinboku. 
Rinpoche es la romanización según las normas Wylie; en piyin tibetano se transcribe rinboqê y en THL rinpoché.

## Lista de Rinpoches
- Dalái lama
- Panchen lama
- Karmapa
- Akong Rinpoche
- Ayang Rinpoche
- Bokar Rinpoche
- Chagdud Tulku Rinpoche
- Chadrel Rinpoche
- Chatral Rinpoche
- Chepa Dorje Rinpoche
- Chögyal Namkhai Norbu Rinpoche
- Chogyam Trungpa Rinpoche
- Choseng Trungpa Rinpoche
- Dagpo Rinpoche
- Dionisio Rinpoche
- Dhardo Rinpoche
- Dilgo Khyentse Rinpoche
- Dezhung Rinpoche
- Dodrupchen Rinpoche
- Dudjom Rinpoche
- Dzigar Kongtrul Rinpoche
- Dzogchen Khenpo Choga Rinpoche
- Dzogchen Ponlop Rinpoche
- Dzongsar Jamyang Khyentse Rinpoche
- Jamgon Kongtrul Rinpoche Jamgon Kongtrul Lodrö Taye
- Gonsar Tulkou Rinpoche
- Gendun Rinpoche
- Gueshe Kelsang Gyatso Rinpoche
- Guru Rinpoche
- Gyaltsab Rinpoche
- Gyetrul Jigme Rinpoche
- Kalu Rinpoche
- Khandro Rinpoche
- Khenpo Tsultrim Gyamtso Rinpoche
- Khentrul Lodro Thaye Rinpoche
- Kirti Tsenshab Rinpoche
- Konchog Tharchin Rinpoche
- Kwetsang Rinpoche
- Kyabje Gehlek Rinpoche
- Kyabje Trijang Chocktrul Rinpoche
- Lakha lama
- Lopon Tsechu
- Loungri Namgyel Rinpoche
- Mila Khyèntsé Rinpoche
- (Yongey) Mingyour Dorje Rinpoche
- Mipham Jamyang Gyatso
- Mogchok Rinpoche
- Namkha Drimed Rinpoche
- Nyala Rinpoche
- Pabongka Rinpoche
- Paltul Rinpoche
- Patrül Rinpoche
- Pawo Rinpoche
- Penor Rinpoche
- Phakyab Rinpoche
- Phende Rinpoche
- Rabten Tulkou Rinpoche
- Reting Rinpoche
- Rigdzin Namkha Gyatso Rinpoche
- Ringou Tulkou Rinpoche
- Sakyong Mipham Rinpoche Sakyong
- Samdhong Rinpoche
- Sermey Khensur Lobsang Tharchin
- Shamarpa
- Shenphen Rinpoche
- Tai Sitou Rinpoche
- Tarab Tulku Rinpoche
- Tenga Rinpoche
- Tenzin Delek Rimpoche (1950-2015)
- Tenzin Ösel Rinpoche
- Tenzin Wangyal Rinpoche
- Thinley Norbu Rinpoche
- Thrangu Rinpoche
- Thubten Zopa Rinpoche
- Traleg Kyabgon Rinpoche
- Trijang Rinpoche
- Trulshik Rinpoche
- Tsem Tulku Rinpoche
- Tulku Urgyen Rinpoche
- Wangdrak Rinpoche
- Yeshe Lodoi Rinpoche